# Ohio Express
Ohio Express est un groupe de pop américain de la fin des années 1960 à l'origine de plusieurs singles à succès, dont le plus connu est Yummy Yummy Yummy (no 4 aux États-Unis en 1968). Son histoire est complexe, le nom « Ohio Express » ayant été utilisé par ses détenteurs, les producteurs Jerry Kasenetz et Jeffrey Katz, pour des singles et albums enregistrés par divers artistes.

## Histoire
Le premier single d'Ohio Express, Beg, Borrow and Steal sort fin 1967, mais il s'agit en fait de la réédition d'un single enregistré par le groupe « The Rare Breed » l'année précédente. C'est un succès modéré (Top 30 aux États-Unis et au Canada), qui incite Kasenetz et Katz à engager un groupe de garage rock de l'Ohio, « Sir Timothy & The Royals », pour assurer sa promotion, notamment en donnant des concerts. Le premier album du groupe, également intitulé Beg, Borrow and Steal, paraît à l'automne 1967 : il inclut le single à succès, quelques titres enregistrés par les ex-Royals et d'autres interprétés par des musiciens de studio de la compagnie de production de Kasenetz et Katz, Super K Productions.
L'année suivante, le single Yummy Yummy Yummy rencontre un succès aussi fulgurant qu'inattendu. Il porte le nom Ohio Express, mais aucun membre du groupe n'y joue dessus : il s'agit de la démo originale de Joey Levine, enregistrée avec des musiciens de Super K. Les singles suivants suivent le même modèle, et reprennent même parfois, en face B, des chansons enregistrées par d'autres groupes de l'écurie Super K. Les ex-Royals découvrent ainsi l'existence du single Chewy Chewy en l'entendant à la radio.
Joey Levine quitte Super K au début de l'année 1969, et la compagnie fait appel à d'autres auteurs pour les singles ultérieurs d'Ohio Express. Ainsi, en septembre paraît Sausalito (Is the Place to Go), écrit par Graham Gouldman et interprété par les membres du futur 10cc. Le succès déclinant, le nom « Ohio Express » cesse d'être utilisé en 1970.

## Discographie

### Singles
- octobre 1967 : Beg, Borrow and Steal / Maybe
- février 1968 : Try It / Soul Struttin'
- mai 1968 : Yummy Yummy Yummy / Zig Zag
- août 1968 : Down at Lulu's / She's Not Comin' Home
- octobre 1968 : Chewy Chewy / Firebird
- février 1969 : Sweeter Than Sugar / Bitter Lemon
- mars 1969 : Mercy / Roll It Up
- juin 1969 : Pinch Me (Baby Convince Me) / Peanuts
- septembre 1969 : Sausalito (Is the Place to Go) / Make Love Not War
- novembre 1969 : Cowboy Convention / The Race (That Took Place)
- mars 1970 : Love Equals Love / Peanuts
- septembre 1970 : Hot Dog / Ooh La La

### Albums
- 1967 : Beg, Borrow & Steal
- 1968 : Ohio Express
- 1969 : Chewy, Chewy
- 1969 : Mercy